# Captura de Olovo
A Captura de Olovo (1 de novembro — 17 de dezembro de 1941) foi uma batalha travada entre as forças dos Destacamentos Chetnik do Exército Iugoslavo (Chetniks) e os Partisans Iugoslavos contra o Estado Independente da Croácia guarnecidas em Olovo no primeiro ano da Frente Iugoslava.

## Contexto
Em 21 de setembro de 1941, os chetniks atacaram os guardas da milícia que protegiam uma ponte de madeira na ferrovia entre Olovo e Kladanj. Mataram um e prenderam 9 milicianos, sem danificar a ponte.  Em 29 de setembro, os Chetniks queimaram a ponte de madeira entre Olovo e Zavidovići. 
Em 28 de outubro, partes do Destacamento Partidário Romanija, em cooperação com os Chetniks, capturaram a aldeia Knežina após três dias de combates. A Guarda Nacional Croata e os milicianos muçulmanos fugiram de Knežina e recuaram para Olovo. 
Em 14 de novembro de 1941, o capitão Sreharski Janko foi nomeado comandante da guarnição de Olovo. A 4ª companhia do Batalhão de Reserva de Sarajevo foi comandada pelo Tenente Ante Marinković. 

## Forças
Quatro companhias Chetnik com 400 Chetniks e partes do Destacamento Partidário Romanija (empresas Knežina, Bjelogoračka e Crepoljska) e do Destacamento Zvijezda (batalhão Nišić e companhia Crnovrška e Vlahinjska) com um total de 800 Partidários organizaram um ataque mal sucedido a Olovo em 1 de novembro de 1941.  
As forças do Eixo em Olovo pertenciam ao III Corpo Domobran comandado por Mihajlo Lukić. Em meados de dezembro de 1941, a guarnição em Olovo consistia em 2 companhias da Guarda Nacional Croata, 180 milicianos, 40 gendarmes e uma bateria de canhões de montanha.  As posições do Nordeste em torno de Olovo foram defendidas pela 4ª companhia do Batalhão de Reserva de Sarajevo (166 membros da Guarda Nacional Croata) reforçada por 1 metralhadora. As posições Sudeste foram ocupadas pela 17ª companhia do 6º Regimento de Infantaria (70 membros da Guarda Nacional Croata, sem um pelotão). As posições ocidentais eram defendidas por milícias compostas por 130 e 40 milicianos. Uma bateria de dois canhões de montanha operava em posições a oeste da estação ferroviária de Olovo. Um pelotão da 17ª companhia do 6º Regimento de Infantaria foi mantido como reserva enquanto os flancos eram protegidos por 50 milicianos na aldeia Ponijerka. 

## Ofensiva

### Preparação de artilharia
De acordo com alguns relatórios croatas contemporâneos, no período de 1 a 24 de novembro de 1941, cerca de 240 Chetniks foram mortos durante seus ataques a Olovo, controlado pelo Eixo.  No dia 17 de novembro, às 7h, os insurgentes atacaram a guarnição de Olovo.  O ataque começou pela artilharia Chetnik que destruiu o posto de guarda da milícia, matando e ferindo 24 milicianos, enquanto 6 deles restantes fugiram.  A artilharia Chetnik foi então apontada contra a posição mais importante da guarnição de Olovo, a chamada "Stijena" que era defendida pela 4ª companhia do Batalhão de Reserva de Sarajevo apoiada por uma metralhadora. A posição da metralhadora foi rapidamente destruída pela artilharia Chetnik. Outra metralhadora foi enviada em substituição, mas também foi rapidamente destruída pela artilharia Chetnik. 

### Ataque de infantaria e captura de Olovo
Por volta das 10h, os insurgentes pararam o fogo de artilharia e substituíram-no por barragens de tiros de rifle das unidades insurgentes de infantaria. O comandante da 4ª companhia do Batalhão de Reserva de Sarajevo, Ante Marinković, foi ferido durante este ataque e a sua companhia teve que recuar de "Stijena" às 12h30. Depois de ser reforçada por um pelotão de reserva, esta empresa conseguiu recapturar "Stijena" por um curto período de tempo, apenas para recuar após ser atacada por forças Chetnik mais numerosas. Quando os chetniks capturaram permanentemente "Stijena", eles queimaram canudos como sinal para outros insurgentes sobre seu sucesso. Isto aumentou o moral dos insurgentes para atacar mais ferozmente as posições da guarnição de Olovo que começou a recuar das suas posições. Para evitar a captura de suas forças, o comandante da guarnição Streharski recuou para as posições a oeste da vila de Solun. Em 17 de dezembro de 1941, Olovo foi recapturado por unidades rebeldes Chetnik e Partisans. 
Em 18 de dezembro, Streharski continuou sua retirada sob fogo até que suas forças alcançaram Careva Ćuprija. 

## Consequências
No final de 1941, a administração conjunta Partisan-Chetnik ainda existia em muitas cidades do leste da Bósnia, incluindo Olovo. 
As fontes iugoslavas do pós-guerra enfatizam que em 21 de janeiro de 1942, parte do regimento 750 alemão da Divisão de Infantaria 718 recapturou Olovo após a fraca resistência dos Chetniks.  Em 1943, a 2ª brigada sérvia partidária recapturou Olovo e queimou sua estação ferroviária e seus vagões e equipamentos.

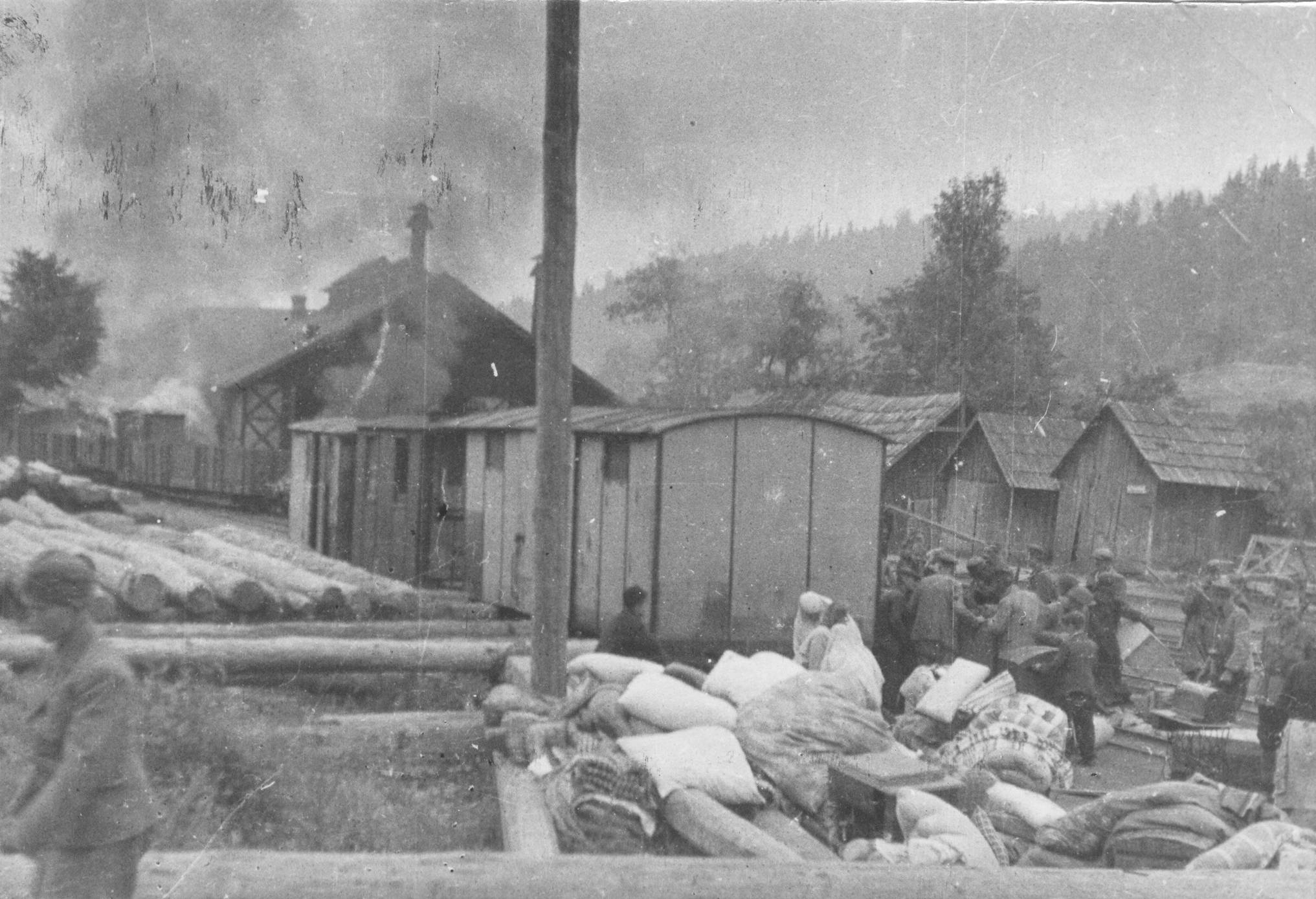
Partidários incendiaram a estação ferroviária de Olovo depois de capturá-la em 1943